# Embraze
Embraze es una banda finlandesa de heavy metal procedente de Kiiminki y creada en 1994. Su sonido ha sido descrito como heavy metal tradicional con tintes góticos/oscuros. Sus letras suelen hablar de temas como la naturaleza, el amor y el misticismo. 
En 2009 anunciaron su separación definitiva con un concierto de despedida en Oulu. Aun así, diez años después deciden reunirse anunciando fechas de concierto y publicando una regrabación de su tema "One Moon, One Star" perteneciente a su segundo disco "Intense" (1999).

## Miembros

### Actuales
- Lauri Tuohimaa - Voz y guitarras
- Ilkka Leskelä - Batería
- Heidi Määttä - Teclados
- Olli-Pekka Karvonen - Bajo
- Sami Siekkinen - Guitarras

### Antiguos miembros
- Petri Henell - Bajo (1994–1997)
- Mikko Aaltonen - Guitarras (1994–1995)
- Juha Rytkönen - Guitarras (1995–1997)
- Janne Regelin - Guitarras (1997–1999)
- Janne Räsänen - Bajo (1997–1999)
- Markus Uusitalo - Guitarras (1999–2000)
- Toni Kaisto - Bajo (1999–2000)

## Discografía
- LAEH (1998)
- Intense (1999)
- Endless Journey (2001)
- Katharsis (2002)
- The Last Embrace (2006)